# Sara Prata
Sara Isabel Duarte Prata (Setúbal, São Sebastião, 8 de agosto de 1984) é uma atriz e modelo portuguesa.

## Biografia
Sara Prata nasceu às 21 horas e 55 minutos de 9 de agosto de 1984, em São Sebastião, Setúbal, filha de Artur Manuel Justino Prata, de Setúbal, São Julião, e de sua mulher, Maria de Lourdes Rodrigues Duarte, também de Setúbal, Santa Maria da Graça, ambos de 28 anos de idade e na época residentes na Rua Alferes Pinto Vidigal, 19, em Setúbal, neta paterna de Joaquim Ribeiro Prata e de sua mulher, Hortense de Jesus Justino, e neta materna de Fernando Caldelas Duarte e de sua mulher, Maria Idália dos Santos Rodrigues.
Foi atleta do Vitória de Setúbal, onde praticou ginástica acrobática.
Aos 14 anos, após testes psicotécnicos apontarem para a sua habilidade em Artes, foi tirar o curso de representação na Escola Profissional de Teatro de Cascais.
Sara Prata era uma manequim que fazia parte da agência de formação e produção artística UniqueStyle (Arroios, Lisboa) quando, juntamente com Mariana Monteiro, Fernando Fernandes, Luís Lourenço e Miguel Bugalho, foi recrutada pela produtora NBP, que se ocuparia de lhes dar formação em representação, para integrar a terceira temporada da série televisiva juvenil Morangos com Açúcar,  da TVI. Depois disso, também entrou para quarta série escolar com o mesmo papel.
Em 2010, a atriz regressou aos palcos do teatro, participando em As Muralhas de Elsinore, da autoria de Hugo Barreiros e com encenação de Marco Medeiros, pelo Teatro Experimental de Cascais (TEC). Esta interpretação valeu-lhe o prémio "Revelação" nos Prémios Santareno de Teatro 2010, do Instituto Bernardo Santareno (IBS), a par de Graciano Dias.
Em 2011, a atriz protagonizou, com José Carlos Pereira, uma minissérie televisiva (a segunda da TVI) de quatro episódios, a comédia romântica O Amor É um Sonho.[carece de fontes?]
Em 2015, a atriz venceu a 3.ª edição do concurso Dança com as Estrelas, depois de  substituir Laura Figueiredo, que ficou lesionada.
Depois de ter sido finalista do programa/concurso MasterChef Celebridades, Sara Prata lançou, em 2017, um livro de receitas intitulado Prata, Pratinha, Pratão.
No cinema, em 2017 estreia Alguém como Eu, filme de Leonel Vieira, com a participação de Sara Prata e protagonizado pela brasileira Paolla Oliveira e Ricardo Pereira.
Depois de A Única Mulher (2015), foi anunciado que Sara Prata regressaria à representação como protagonista de Jogo Duplo (2017/2018), da TVI, numa altura em que a telenovela ainda tinha o nome provisório de "Condição Humana".

## Cinema
- 2012 - Morangos com Açúcar - O Filme [17]
- 2017 - Alguém como Eu [15]
- 2019 - Quero-te Tanto!

## Teatro
| Ano  | Peça                                               | Companhia/Grupo                      | Refs.       |
| ---- | -------------------------------------------------- | ------------------------------------ | ----------- |
| 2003 | Casamento                                          | TEC - Teatro Experimental de Cascais | [ 1 ]       |
| 2004 | Doce pássaro da juventude                          | TEC - Teatro Experimental de Cascais | [ 1 ]       |
| 2010 | As Muralhas de Elsinore                            | Palco13                              | [ 1 ] [ 9 ] |
| 2011 | Subway                                             | Palco13                              | [ 1 ]       |
| 2012 | Há muitas razões para uma pessoa querer ser bonita | Novo Grupo / Teatro Aberto           | [ 1 ]       |

## Televisão
| Ano             | Projeto                            | Papel                                              | Notas                   | Canal |
| --------------- | ---------------------------------- | -------------------------------------------------- | ----------------------- | ----- |
| 2003            | Lusitana Paixão                    | Colega de Teatro de Miguel                         | Elenco Adicional        | RTP1  |
| 2005 - 2006     | Morangos com Açúcar (3.ª série)    | Rebeca «Becas» Campos                              | Elenco Principal        | TVI   |
| 2006 - 2007     | Morangos com Açúcar (4.ª série)    | Rebeca «Becas» Campos                              | Elenco Principal        | TVI   |
| 2007 - 2008     | Fascínios                          | Leonor Ventura Brandão                             | Co- Protagonista        | TVI   |
| 2008            | Equador                            | Leonor                                             | Elenco Principal        | TVI   |
| 2008 - 2009     | Flor do Mar                        | Diana Neto                                         | Elenco Principal        | TVI   |
| 2010            | 37                                 | Rita                                               | Elenco Principal        | TVI   |
| 2010 - 2011     | Espírito Indomável                 | Susana Meireles                                    | Elenco Principal        | TVI   |
| 2011            | O Amor É um Sonho                  | Lídia Duarte                                       | Protagonista            | TVI   |
| 2012            | O Pacto                            | Isabel                                             | Elenco Principal        | TVI   |
| 2012            | Morangos com Açúcar – O Filme      | Rebeca «Becas» Campos                              | Elenco Principal        | TVI   |
| 2012            | A Grande Aventura                  | Ela Própria                                        | Concorrente             | TVI   |
| 2012 - 2013     | Louco Amor                         | Patrícia Rebelo Corvo                              | Co- Antagonista         | TVI   |
| 2013 - 2014     | Belmonte                           | Inês Luísa Fonseca Vasconcelos de Constança (Íris) | Elenco Principal        | TVI   |
| 2015            | Dança com as Estrelas (3.ª edição) | Ela Própria                                        | Concorrente (Vencedora) | TVI   |
| 2015 - 2017     | A Única Mulher                     | Daniela Fragoso                                    | Elenco Principal        | TVI   |
| 2017            | MasterChef - Celebridades          | Ela Própria                                        | Concorrente             | TVI   |
| 2017 - 2018     | NOS Primavera Sound                | Ela Própria                                        | Repórter                | TVI   |
| 2017 - 2018     | Jogo Duplo                         | Margarida Barbosa                                  | Protagonista            | TVI   |
| 2019 - 2020     | Prisioneira                        | Leonor Teixeira                                    | Elenco Principal        | TVI   |
| 2021 - 2023     | Para Sempre                        | Beatriz Madureira                                  | Elenco Principal        | TVI   |
| 2023 - 2024     | Queridos Papás                     | Sílvia Gouveia                                     | Co- Protagonista        | TVI   |
| 2024            | Congela                            | Ela Própria                                        | Concorrente             | TVI   |
| 2024 - presente | Funtástico                         | Ela Própria                                        | Jurada                  | TVI   |